# Hagenbachia brasiliensis
Hagenbachia brasiliensis là một loài thực vật có hoa trong họ Măng tây. Loài này được Nees & Mart. mô tả khoa học đầu tiên năm 1823.